# Canton de Fougères-1
Le canton de Fougères-1 est une circonscription électorale française du département d'Ille-et-Vilaine.

## Histoire
Un nouveau découpage territorial d'Ille-et-Vilaine entre en vigueur à l'occasion des élections départementales de 2015. Il est défini par le décret du 18 février 2014, en application des lois du 17 mai 2013 (loi organique 2013-402 et loi 2013-403). Les conseillers départementaux sont, à compter de ces élections, élus au scrutin majoritaire binominal mixte. Les électeurs de chaque canton élisent au Conseil départemental, nouvelle appellation du Conseil général, deux membres de sexe différent, qui se présentent en binôme de candidats. Les conseillers départementaux sont élus pour 6 ans au scrutin binominal majoritaire à deux tours, l'accès au second tour nécessitant 12,5 % des inscrits au 1er tour. En outre la totalité des conseillers départementaux est renouvelée. Ce nouveau mode de scrutin nécessite un redécoupage des cantons dont le nombre est divisé par deux avec arrondi à l'unité impaire supérieure si ce nombre n'est pas entier impair, assorti de conditions de seuils minimaux. En Ille-et-Vilaine, le nombre de cantons passe ainsi de 53 à 27.
Le canton de Fougères-1 est formé de communes des anciens cantons de Fougères-Sud (8 communes), de Saint-Aubin-du-Cormier (10 communes) et de Liffré (1 commune). Avec ce redécoupage administratif, le territoire du canton s'affranchit des limites d'arrondissements, avec 15 communes et une fraction incluses dans l'arrondissement de Fougères-Vitré et 4 dans l'arrondissement de Rennes. Le bureau centralisateur est situé à Fougères.

## Représentation
| Période élective | Période élective | Mandat | Mandat   | Identité            | Nuance | Nuance | Qualité |
| ---------------- | ---------------- | ------ | -------- | ------------------- | ------ | ------ | --- |
| 2015             | 2021             | 2015   | 2021     | Thierry Benoit      |        | UDI    | Représentant de commerce Député (depuis 2007), ancien adjoint au maire de Lécousse Ancien conseiller général du Canton de Fougères-Sud |
| 2015             | 2021             | 2015   | 2021     | Frédérique Miramont |        | UDI    | Cadre supérieure, Saint-Aubin-du-Cormier                                                                                               |
| 2021             | 2028             | 2021   | en cours | Bernard Delaunay    |        | DVD    | Agriculteur - Maire de Javené (depuis 2008)                                                                                            |
| 2021             | 2028             | 2021   | en cours | Leslie Saliot       |        | DVD    | Infirmière scolaire, Saint-Aubin-du-Cormier                                                                                            |

### Résultats détaillés

#### Élections de mars 2015
À l'issue du 1er tour des élections départementales de 2015, deux binômes sont en ballottage : Thierry Benoit et Frédérique Miramont (UDI, 48,36 %) et Olivier Barbette et Patricia Ferlaux (DVG, 23,99 %). Le taux de participation est de 53,28 % (11 753 votants sur 22 061 inscrits) contre 50,9 % au niveau départemental et 50,17 % au niveau national.
Au second tour, Thierry Benoit et Frédérique Miramont (UDI) sont élus avec 64,61 % des suffrages exprimés et un taux de participation de 49,74 % (6 562 voix pour 10 972 votants et 22 060 inscrits).

#### Élections de juin 2021
Le premier tour des élections départementales de 2021 est marqué par un très faible taux de participation (33,26 % au niveau national). Dans le canton de Fougères-1, ce taux de participation est de 33,09 % (7 497 votants sur 22 656 inscrits) contre 34,85 % au niveau départemental. À l'issue de ce premier tour, deux binômes sont en ballottage : Bernard Delaunay et Leslie Saliot (Union au centre et à droite, 56,84 %) et Simon Foureau et Gaëlle Piot (Union à gauche, 27,11 %).
Le second tour des élections est marqué une nouvelle fois par une abstention massive équivalente au premier tour. Les taux de participation sont de 34,36 % au niveau national, 34,98 % dans le département et 33,4 % dans le canton de Fougères-1. Bernard Delaunay et Leslie Saliot (Union au centre et à droite) sont élus avec 69,98 % des suffrages exprimés (4 911 voix pour 7 570 votants et 22 662 inscrits),,.

## Composition
Le canton de Fougères-1 comprenait dix-neuf communes entières et une fraction de la commune de Fougères à sa création.
À la suite de la création des communes nouvelle de Rives-du-Couesnon et Luitré-Dompierre le 1er janvier 2019 et au décret du 5 mars 2020 rattachant entièrement cette dernière au canton de Fougères-2, le canton compte désormais quinze communes entières et une fraction de Fougères.
| Nom                              | Code Insee | Intercommunalité             | Superficie (km2) | Population (dernière pop. légale)               | Densité (hab./km2) | Modifier                                    |
| -------------------------------- | ---------- | ---------------------------- | ---------------- | ----------------------------------------------- | ------------------ | ------------------------------------------- |
| Fougères (bureau centralisateur) | 35115      | CA Fougères Agglomération    | 10,46            | Fraction : 6 436 (2022) Commune : 20 602 (2022) | 1 970              | modifier les données · modifier les données |
| Billé                            | 35025      | CA Fougères Agglomération    | 16,96            | 1 038 (2022)                                    | 61                 | modifier les données · modifier les données |
| La Chapelle-Saint-Aubert         | 35063      | CA Fougères Agglomération    | 9,77             | 468 (2022)                                      | 48                 | modifier les données · modifier les données |
| Combourtillé                     | 35086      | CA Fougères Agglomération    | 9,25             | 608 (2022)                                      | 66                 | modifier les données · modifier les données |
| Gosné                            | 35121      | CC Liffré-Cormier Communauté | 18,14            | 2 098 (2022)                                    | 116                | modifier les données · modifier les données |
| Javené                           | 35137      | CA Fougères Agglomération    | 18,45            | 2 185 (2022)                                    | 118                | modifier les données · modifier les données |
| Lécousse                         | 35150      | CA Fougères Agglomération    | 11,07            | 3 423 (2022)                                    | 309                | modifier les données · modifier les données |
| Livré-sur-Changeon               | 35154      | CC Liffré-Cormier Communauté | 26,37            | 1 737 (2022)                                    | 66                 | modifier les données · modifier les données |
| Mézières-sur-Couesnon            | 35178      | CC Liffré-Cormier Communauté | 24,74            | 1 735 (2022)                                    | 70                 | modifier les données · modifier les données |
| Parcé                            | 35214      | CA Fougères Agglomération    | 16,88            | 652 (2022)                                      | 39                 | modifier les données · modifier les données |
| Rives-du-Couesnon                | 35282      | CA Fougères Agglomération    | 48,36            | 2 919 (2022)                                    | 60                 | modifier les données · modifier les données |
| Romagné                          | 35243      | CA Fougères Agglomération    | 26,93            | 2 434 (2022)                                    | 90                 | modifier les données · modifier les données |
| Saint-Aubin-du-Cormier           | 35253      | CC Liffré-Cormier Communauté | 27,41            | 4 145 (2022)                                    | 151                | modifier les données · modifier les données |
| Saint-Christophe-de-Valains      | 35261      | CA Fougères Agglomération    | 3,27             | 230 (2022)                                      | 70                 | modifier les données · modifier les données |
| Saint-Ouen-des-Alleux            | 35304      | CA Fougères Agglomération    | 15,20            | 1 308 (2022)                                    | 86                 | modifier les données · modifier les données |
| Saint-Sauveur-des-Landes         | 35310      | CA Fougères Agglomération    | 18,84            | 1 565 (2022)                                    | 83                 | modifier les données · modifier les données |
| Canton de Fougères-1             | 3508       |                              |                  | 32 981 (2022)                                   |                    | modifier les données                        |

La partie de la commune de Fougères incluse dans le canton de Fougères-1 est celle située à l'ouest d'une ligne définie par l'axe des voies et limites suivantes : à partir de la limite territoriale de la commune de Lécousse, route départementale 155, boulevard Saint-Germain, boulevard de Rennes, rue de la Forêt, rue des Prés, rue des Feuteries, place de la République, boulevard de la Chesnardière, boulevard Edmond-Roussin, avenue Georges-Pompidou, rue Paul-Féval, rue du Clos-Pichon, rue de la Maladrerie, rue de la Monnerie, promenade du Gué-Maheu, rue de Saint-Nazaire, allée de Saint-Herblain, promenade du Gué-Maheu, route départementale 179, jusqu'à la limite territoriale de la commune de Javené.

## Démographie
En 2022, le canton comptait 32 981 habitants, en évolution de +2,76 % par rapport à 2016 (Ille-et-Vilaine : +5,46 %, France hors Mayotte : +2,11 %).
| 2013   | 2018   | 2022   |
| ------ | ------ | ------ |
| 31 168 | 32 523 | 32 981 |